# Igreja Católica Ítalo-Albanesa
A Igreja Católica Ítalo-Albanesa é uma Igreja particular sui iuris dentro da comunhão da Igreja Católica e utiliza o rito bizantino. A vasta maioria de seus membros são arbëreshë, albaneses fixados na Itália.

O Cristianismo chegou à Itália entre judeus e gregos e até o final do século II as missas em Roma eram celebradas em grego. Aos poucos, os romanos de língua latina foram convertendo, mas o rito e cultura greco-bizantina sobreviveram na península. Até hoje existe o Mosteiro de Santa Maria de Grottaferrata, próximo a Roma, onde o rito é bizantino e os serviços celebrados em grego. No sul da Itália varias comunidades de gregos sobreviveram. No século IX elas foram submetidas à jurisdição romana. Aos poucos, teriam sido absorvidas completamente se não fora o êxodo em massa de albaneses de rito bizantino no século XV, após a fracassada Revolta de Skanderbeg.

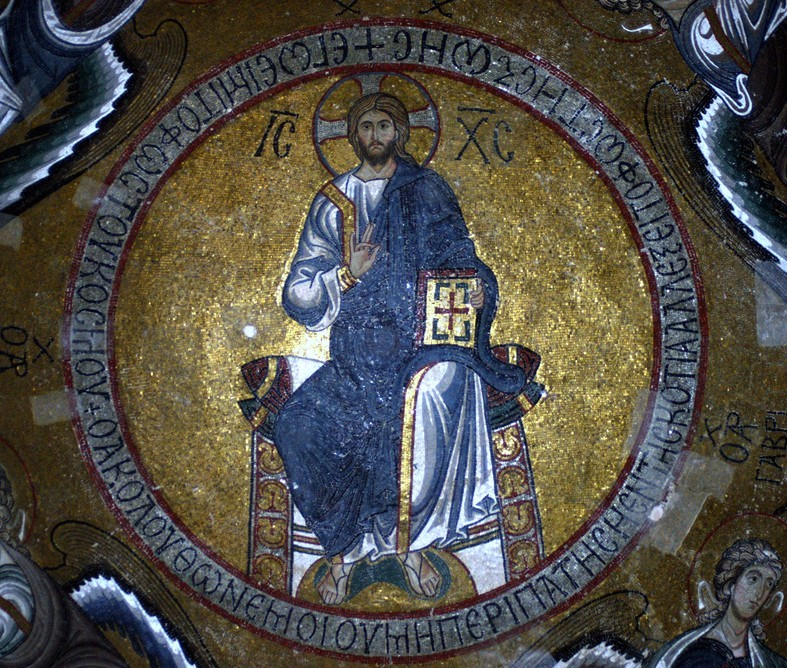
Mosaico bizantino do Cristo Pantocrator na cúpula de Santa Maria dell'Ammiraglio, na Paróquia de San Nicolò "dei Greci" alla Martorana para os ítalo-albaneses em Palermo, Sicília.

Os católicos ítalo-albaneses, que são cerca de 63 mil, mantiveram seus ritos orientais na Apúlia, Calábria, Basilicata, Molise, Sicília e na diáspora, havendo uma paróquia na cidade do Rio de Janeiro, Brasil. Atualmente, os ítalo-albaneses estão sob a cura de duas eparquias (a de Eparquia de Lungro na Calábria e a Eparquia de Piana degli Albanesi na Sicília) e de uma abadia territorial (sediada no Mosteiro de Santa Maria de Grottaferrata).
Todas estas circunscrições eclesiásticas estão directamente sujeitas e supervisionadas pela Santa Sé.